# 中华民国国军意外事件列表
中华民国国军意外事件列表记述了自1947年12月25日中華民國國軍建立以来发生过的意外情况及事故。

## 两蒋时期
1950年代
1956年12月26日，淡水，4架F-86F，呂培元等3人殉職，向桃園基地穿雲下降時，引導錯誤，毛節盛及時拉升脫險。
1957年4月6日，屏東基地，F-86F(164)，飛官趙璉璧殉職，降落失敗。
1958年8月7日，新竹基地,F-84G(160)，飛官謝膺生殉職，失事墜毀。
1958年8月18日，屏東北場,F-86F(207)，飛官劉踵岳殉職，迫降失敗墜毀。
1958年9月29日，20大隊2中隊於空投金門時，在廈門上空被炮火擊中，華武麟等兩人被俘與張迺軍一同獲釋。
1959年8月29日，竹北空域，2架F-86F(226及376)，飛官高征宇、楊善傑殉職，發生相撞。

### 1960年代
1960年4月29日，嘉義基地，飛官林文禮駕駛F100A獲救，進場高度過低，落於場外。
1961年3月19日，桃園地區，U-2C，飛官郗耀華殉職，失事墜毀飛官高崇焯殉職，天候惡劣撞山。
1961年6月24日，發生在高雄市左營區桃子園海岸的軍事演習意外事故 ，成功一號演習事故，又稱海陸鐵棺材事件。當時模擬登陸作戰，雖然風浪過大，但登陸艇仍照常演習。然而終究因風浪過大，導致登陸艇操作失靈，造成5艘登陸艇失事沉沒，共61人因公殉職。
1961年9月5日，F-100A飛官獲救，起飛失敗，衝撞土提後起火。
1961年12月23日，F-100A，飛控系統故障墜毀。
1964年，興漢演習國慶阅兵，刚入役的F-104星式战斗机在阅兵式中发生“连环撞车”事故：撞掉两架，撞伤两架，其中一架还当场将友机拦腰斩成两段。这一事故直接导致中華民國暂停阅兵7年。
1970年代
1971年5月14日，台南東山，S-2E，飛官黃國文、韋連順及偵潛官李人理殉職，失事墜毀。
1971年8月30日，松山機場，C-47，5名軍官殉職，起飛失敗。
1971年11月11日，南投，F-104G(4350/64-17776)，失事墜毀。
1971年11月22日，嘉義基地，F-5F(5375)，飛官劉淦屏殉職，夜航返場重飛時機械故障失事。
1972年4月18日，屏東基地，11中隊C-119L(3182)，飛官周蓮生及魯世誠殉職，試飛時右發機故障失速。
1972年5月28日，台東三仙台，F-5A，飛官嚴治國失蹤，進行空對地應用戰術時失蹤。
1972年6月6日，金門外海附近，101中隊C-119L(3197)，失事墜毀。
1972年7月19日，高屏溪河灘，33中隊S-2E(2147)，迫降成功。
1973年6月27日，台中外海，F-104B(4121)，飛官王蓉貴、傅中英失去聯絡失蹤。

### 1980年代
1984年6月27日，国军金东师（319师）士兵庄辉亮企图叛逃中国大陆。游出八百米后，被海岸哨及观测官发现，遂开炮射击，结果未击中庄辉亮，反而射到了解放军驻守的角屿，造成两名解放军重伤。。

## 李登辉时期

### 1990年
- 1990年「長城十三號演習」中，由陸軍獨立第八六旅與陸軍獨立第七三旅組成的演習部隊「藍軍」從北部南下的第七六一營其中一輛M-24戰車在行經縣道141線彰雲大橋橋上時，因履帶斷裂衝破橋樑護欄，墜落至橋下濁水溪溪床上，造成砲塔與車身分離，車上乘員包括中尉排長在內三死一重傷。

當天稍晚，從屏東萬丹集結出發北上，由陸軍獨立第六四旅與陸軍獨立第九五旅戰車第七五二營組成的演習部隊「紅軍」中的裝甲步兵第一四一營履帶甲車車隊與戰車第七五二營第一連M-24戰車車隊在接獲意外消息與停止機動的命令後，奉令就地停在台19線自強大橋彰化端橋下九塊厝堤防北側灌溉水圳的堤岸道路邊。因此讓許多滿載經過的35噸連結砂石車必須小心閃避，並因此造成其中一輛砂石車因為經過時太靠近灌溉水圳邊而壓垮水泥護岸整車翻落水圳內的意外。此意外造成堤岸道路崩塌，砂石車司機與同車助手立刻由國軍官兵從沒頂的車身中救出，幸僅受輕傷。

### 1994年
- 1994年9月27日，「漢光十一號演習」第二次預演中，海軍成功號巡防舰在進行實彈射擊時，擊落民間的金鷹航空拖靶機，機上四名機員當場喪命。成功號艦長趙中行因此去職。[6]
- 1994年11月14日，陸軍步兵第一五八師砲兵部隊試炮時，因射程計算差錯，誤擊廈門市郊黃厝村塔頭社，造成四名大陆民工被炮弹炸伤，其中重傷兩人，師長趙世璋少將自請處分。[7]

### 1997年
- 1997年10月10日

一架C-130運輸機於國慶日降落松山機場時失速墜毀，機上五人死亡，地面五人受傷。

### 1998年
- 1998年8月3日，海军“绥阳”号驱逐舰在左營外海約12海浬的地方训练时，锅炉突然起火爆炸，造成七名士兵死亡，五人受伤。[8]

- 1999年1月25日

編號 6813空軍嘉義基地所屬F-16雙座戰機，1999年1月25日自花蓮基地起飛前往台東空域例行飛訓時，下午5點從雷達消失，後被發現爆炸墜毀在台東縣太麻里鄉北里村金針山，中校教官張嘉鯤及中校學官戴維康罹難。
- 1999年6月1日

編號6638 的F-16A1999年6月1日晚間實施夜航訓練時，在綠島西南22浬外海，飛官許君威少校失蹤，失蹤滿半年後宣告殉職，失事原因不明。
- 1999年7月17日

AH-1W眼鏡蛇直升機墜落台中德基水庫，機上2名上尉罹難。
- 1999年8月18日

嘉義空軍基地 飛行編隊中的4號僚機編號6689的F-16A因起落架故障，由編號6680的3號僚機伴飛，3號機卻消失或後於4號僚機之後，墜毀在主跑道側盡頭6000公尺處，飛官林更生少校49m高度彈射逃生，骨折送醫。
- 1999年10月15日

一架幻象2000-5型戰機（編號2053）傍晚執行夜航訓練任務，起飛後不久因引擎吸入飛鳥，動力消失經搶救無效不幸墜毀於新竹外海，所幸飛行員吳彬福少校、吳世峰上尉跳傘獲救，該起事件係國軍幻象2000-5戰機首次失事紀錄。
- 1999年12月14日

一架幻象2000-5型戰機（編號2036）與其他兩架擔任僚機的幻象戰機，在蘇澳外海進行視距外攻擊的戰鬥訓練中從戰管雷達上消失。江金亮少校失蹤，屆滿六個月之後宣告因公殉職。

## 陈水扁时期

### 2002年
- 2002年7月，陆军装甲第五六四旅在屏东县实弹射击，目标为虎头山区，结果有一颗炮弹偏离目标落入市区仁寿派出所附近的仁和路上，导致仁寿派出所及附近民宅的玻璃震破，引发民众抗议[9]。

### 2003年
- 2003年9月3日，海軍在宜兰外海举行「汉光十九号演習」第二阶段实弹演习。“海龙”号潜艇發射德製SUT重型线导鱼雷。鱼雷射出数分钟后失去讯号。由于害怕鱼雷击中本艇，“海龙”号艇长下令“紧急下潜”，并迅速脱离该海域。演习的解说员等了许久没见动静，便突然宣布：“鱼雷因故沉底自毁。”军方的结论也称鱼雷自毁。但事实上，鱼雷导线断裂后，继续前行，直到冲上滩头后，被渔民发现。军方高层事后表示，鱼雷随后立即被发现是不幸中的大幸，若回击潜艇，将酿成国际大丑闻。[10]

### 2005年
- 2005年9月7日，陸軍裝甲第五八六旅戰車第一營營部連連長站在板車車頭旁制高平台，指揮M60A3戰車上板車。突然戰車暴衝，連長閃避不及被輾斃。[11]
- 2005年10月，南韓籍貨輪「三和兄弟號」翻覆在新竹外海，國防部應行政院環境保護署要求清障，國軍派出兩架F-16戰鬥機，共發射了四枚GBU — 十二雷射導引炸彈，结果两枚直接不知所踪；另一枚落在30米外的海面上，掀起水柱一个；另一枚终于砸在船体上，未炸，砸出凹坑一个[12]。国军又派出两架AH-1W超级眼镜蛇攻擊直升機以“地狱火”导弹再行“悬停炸射”，打了8枚导弹之后，仍未将油轮炸沉，被空軍視為奇恥大辱。[13]

### 2007年
- 2007年4月3日，陸軍航特部一架UH-1直升機在高雄縣中寮山區撞上警廣發射台失事，造成5死3失蹤。

- 2007年5月11日，「漢光二十三號演習」時，空軍F-5F戰機墜毀在湖口營區，波及星光部隊士官兵，共4死9傷。[14]

### 2008年
- 2008年3月4日，空軍第401聯隊編號6706號的F16單座戰機少校飛官丁世寶在於花蓮外海執行夜間訓練任務時空間迷向，試圖拉升戰機無效，因而墜海失聯[15]。多次搜救後仍未尋獲，依法宣告死亡，於同年9月4日起生效，死後追晉中校軍階及授予干城甲二獎章、旌忠狀[16]。

## 马英九时期

### 2008年
- 2008年7月16日，編號515的AH-1W眼鏡蛇攻擊直升機當日上午在桃園實施單機戰技例行性訓練，之後急迫降墜毀民宅，造成陸軍601旅的中校喻建文和上尉李黃宇受傷[17]，二人送醫急救後均宣告不治[18]。

- 2008年10月20日，編號1615的IDF雙座戰機於當日上午9時15分飛赴澎湖縣外海實施例行訓練，在澎湖石礁靶區實彈投擲時失聯[19]。後根據尋獲的部分遺體與親屬DNA檢體比對於同月25日確認機上的空軍教準部測戰中心上尉作戰官古智賓、上尉航空工程官陳建廷殉職[20]。

- 2008年10月21日，隸屬於海軍航空指揮部702作戰隊編號2321的海軍S-70C直升機於當日傍晚6時左右自花蓮神鷹基地起飛，不久在夜間落鑑訓練時，於花蓮石梯港50浬外海墜海，導致機上五人失聯[21]。墜海不久率先到場搜救的花蓮海巡隊尋獲已無生命跡象的偵潛士朱俊德士官長、重傷的正駕駛劉世晨少校及仍意識清醒機工長湯志勛士官長[22]，機上另二人副駕駛歐世文與偵潛官黃吉生上尉失蹤數月後依法宣告死亡，並於2009年5月6日獲得追晉[23]。

### 2009年
- 2009年7月15日，空軍軍機F-5F雙人座戰機於澎湖海域失事[24]。

- 2009年9月14日，海軍海龙号潜艇在左营军港外进行“海鲨”操演时，在帆罩上指挥演练的舰长陈纪宗被风浪打落海中死亡。[25]

- 2009年莫拉克風災期間，馬英九總統勘災前一天，在霧台山區發生空勤總隊直升機墜毀事故，造成三名機組員魂斷屏東[26]。

### 2010年
- 2010年1月26日，空軍官校編號3437的T-34C教練機，當日下午約1時40分飛行至高雄縣那瑪夏鄉上空，隨即在雷達螢幕消失[27]。後經二日搜索，28日中午在那瑪夏鄉山區先尋獲飛機殘骸，接著再尋獲機上教官饒健保及學員陳澤宇二人遺體[28]。

- 2010年12月15日，空軍官校編號3402的T-34C雙座螺旋槳教練機，當日下午二時墜毀於高雄縣六龜山區，飛行聘僱教官牛鵬育與飛行常備班學員劉哲宏殉職。此次事故是同年第二架同型機墜毀，事故後所有同型機進行特檢[29]。

### 2011年
- 2011年9月13日，編號5401的F-5F雙座機及編號5506的RF-5E單座機於當日晚間7時39分自空軍花蓮基地起飛，執行例行夜間戰術偵照訓練任務，至7時52分時飛機光點從雷達螢幕上消失[30]。翌日搜救時發現軍機殘骸和飛官部分遺體，之後國防部證實兩架戰機上的中校常建國、少校王鴻祥及上尉蕭文民殉職[31]。

### 2012年
- 2012年2月3日，編號0809、編號0816的兩架AT3教練機，當日進行訓練時於屏東縣春日鄉古華村士文溪上游上空，因未保持規定的3安全距離而發生擦撞意外。編號0809教練機上正駕駛曾國維中尉和副駕駛張國強中校均跳傘逃生獲救，事後二人皆有骨折。編號0816教練機則安全返回岡山空軍基地[17]。

- 2012年3月27日，當日空軍救護隊S70C-6型海鷗直升機赴蘭嶼東南方海域執行漁船病患醫療後送任務，該機在到達目標海域且定位時，因不明原因墜海，經搜救後機上六人，救起一人，五人失蹤[17]。

- 2012年6月25日，陸军南區聯合测考中心一辆M60A3战车，未依规定礼让悍马车先行，战车直接爬上悍马车，造成悍马车上驾驶及士兵1死4伤。[32]

- 2012年12月17日，海軍陸戰隊陸戰六六旅戰車營一輛M60A3戰車不慎撞上5名官兵，造成義務役士兵的黃俊翰殉職，葉姓上尉與蔡姓、葉姓、楊姓士兵等4人受傷[33]。

### 2013年
- 2013年7月發生在中華民國陸軍的死亡案件，義務役士官洪仲丘原預定於2013年7月6日退伍，卻在7月4日死亡，由於死者生前疑似遭霸凌、虐待或其他軍事醜聞而引發社會輿論關注。此案涉及軍中人權，及軍事檢察署是否具專屬管轄權等新聞議題，引起臺灣社會高度關注，並促成「公民1985行動聯盟」的「公民教召運動」、「八月雪運動」等兩次抗議活動（合稱白衫軍運動），要求軍隊社會化，最後促成軍審法修法，在承平（非經總統宣戰）時期，將軍人審判從軍法體系之軍事法院部份移至司法體系之普通法院[34]。

### 2014年
- 阿帕契直升機25日墜毀桃園龍潭鄉中正路三林段民宅2樓頂，機身幾乎全毀，民宅女兒牆也被巨大撞擊力道撞毀[35]。

- 2014年10月21日，空軍官校雷虎小組上午進行特技訓練時，1架AT-3教練機發生墜毀事故，年僅37歲的飛官莊倍源為了避開市區民宅，不顧塔台2次呼叫「跳傘」，硬是將飛機帶離機場南面才彈跳，導致高度不足來不及逃生，不幸殉職[36]。

### 2015年
- 2015年11月14日，陸軍金門防衛指揮部金門守备大队的一辆CM21装甲车因机械故障，掉到路边湖中，导致装甲车内的两名士兵被淹死[37]。

- 秋節前夕 失聯AT-3教練機2飛官遺體尋獲 ，失事的AT-3教練機今天搜救有新進展，上午軍方證實，已在消失光點北方4公里處找到殘骸，特戰人員垂降抵達現場後，中午12點多已在現場發現兩具遺體[38]。

## 蔡英文时期

### 2016年
- 2016年7月1日，海军500噸級金江號巡邏艦誤射一枚雄風三型反艦飛彈，造成高雄籍漁船上人員一死三傷[39]
- 2016年8月16日，陸軍裝甲第五六四旅戰車營一輛CM11型戰車在訓練場下坡過橋時，墜入5公尺下的網紗溪，造成3死1重傷。[40]。

### 2017年
- 2017年3月18日，海軍一艘飛彈快艇在鼻頭角北方9浬處，撞上北洋號娛樂漁船，造成漁船船頭嚴重破損[41]
- 2017年11月7日，空軍一架幻象2000戰鬥機在訓練途中從雷達光點上消失。[42][43]

### 2018年
- 2018年6月4日，空軍一架F-16戰鬥機於國軍漢光三十四號演習時於雷達光點上消失，下午1時43分確認墜毀於基隆粗坑附近山區，後來發現飛官遺體以及戰機黑盒子[44]。

### 2020年
- 2020年1月2日，一架隸屬中華民國空軍救護隊的UH-60M黑鷹直升機由臺北市松山區空軍松山基地飛往宜蘭縣蘇澳鎮。機上乘員包含參謀總長沈上將等一行共13員，原訂計畫在上午7時50時搭乘至宜蘭東澳執行春節慰勉行程，因不明原因迫降在新北市烏來山區。 詳見：2020年中華民國空軍UH-60M黑鷹直升機墜毀事故[45]
- 2020年7月3日，海軍陸戰隊99旅進行漢光演習預演時，疑因海象不佳導致膠艇翻覆，艇上7名官兵全數落海，4人送醫。7月5日凌晨，上兵蔡博宇在家屬同意下放棄急救，拔管宣告死亡，下午上士陳志榮經全力搶救後亦不幸殉職。稍早傳出負責今年漢光36號演習中陸戰隊士官兵海上操舟演訓合格簽證業務的楊姓少校自傷不治。[46]
- 2020年7月16日，所屬航空601旅一架OH-58D戰搜直升機（機號：616），執行戰備操演任務結束返場時，因不明原因旋翼轉速過低，正駕駛用無線電回報異常，當時飛機下方為民宅，為避免民眾傷亡，駕駛選擇急左迫降到機場跑道內，卻不幸於新竹空軍基地內重落地。機上正駕駛簡任專少校及副駕駛高嘉隆上尉，均不幸殉職。[47]
- 2020年10月8日，陸軍金門防衛指揮部所屬之M41D戰車，在聯合反登陸演習結束，返回營區途中，疑因車速過快，撞擊電線桿，車輛顛覆，車長林楷強中士送醫不治殉職，駕駛劉姓下士輕傷。[48]
- 2020年10月29日，台東空軍志航基地所屬F-5E戰機，在起飛訓練後、疑因引擎失效，駕駛朱冠甍上尉在將戰機導向海岸後戰機墜海、飛行員跳傘經空軍直昇機救援、但仍急救不治殉職。詳見：2020年中華民國空軍F-5E戰鬥機墜毀事故[49][50]
- 2020年11月17日，花蓮基地F-16戰機於花蓮外海失蹤，後於海上找到殘骸及油漬。[51][52]

### 2021年
- 2021年3月22日，台東志航空軍基地所屬兩架F-5E戰機，在飛行訓練中、疑因無線電沒有聽到變換隊形指令發生擦撞，先尋獲飛官羅尚樺，但他送醫後仍因頭部外傷顱內出血、中樞神經休克傷重不治，另一駕駛潘穎諄下落不明。
- 2021年4月19日，潘穎諄的遺體被漁民在屏東縣南仁漁港發現，發現時空軍制服完好無損。[53][54]

### 2022年
- 2022年1月11日下午約3點半，嘉義縣水上空軍基地的嘉義4聯隊F-16V在嘉縣東石鄉水溪靶場上空，失去訊號。有民眾目擊戰機於鰲鼓溼地北堤西側墜入海面。空軍嘉義基地的F-16V戰機2021年底剛完成接裝成軍，但機號6650的戰機今天下午在嘉義外海執行模擬對地炸射訓練任務時墜海，這是F-16戰機在台服役超過20年後，第9次失事，也是首起F-16V戰機失事事件。[55]
- 2022年1月12日上午十點左右，幫忙搜索的在地村民發現至少8塊戰機殘骸，也找到一個手提包，直升機也在海面上發現疑似未彈開的降落傘，距離投彈訓練區大約一公里以內。[56]
- 2022年1月13日，傳出水下搜救大隊於鰲鼓濕地北側約1公里外海面將一具屍體打撈上岸，晚間已由嘉義地檢署檢察官率同法醫採集相關檢體。[57]
- 2022年1月14日，將屍體送驗比對DNA，報告結果晚間出爐，與飛官陳奕母親存在一親等關係，確認為陳奕本人。[58]
- 2022年1月17日，空軍司令部表示，已在晚間尋獲「黑盒子」，將送交鑑定釐清肇事原因。[59]
- 2022年3月14日上午11點26分，空軍第二聯隊一架編號為2017的單座幻象2000戰鬥機在台東外海疑似是因為機件故障而失事墜海，飛官黃重凱中校跳傘獲救。[60]

## 赖清德时期

### 2024年
- 2024年9月10日晚間8時許，自新竹空軍基地起飛的幻象2000戰機在進行夜航訓練時墜海，飛官謝沛勳彈射後獲救，推測主因為發動機喪失推力[61]。

### 2025年
- 2025年1月21日，空軍清泉崗基地一名負責地面勤務的士官長在執行戰機落地檢查時，遭IDF戰機發動機吸入，送醫後死亡，事故原因調查中[62]。

- 2025年2月15日，自空軍志航基地起飛，機號1130的T-BE5A高級教練機發生故障，最終墜海，訓練官林瑋彈射獲救。空軍司令部稱失事原因為雙發動機失效。[63]

## 外部連結
- 中華民國國防部